# Virgin Classics
Virgin Classics est un label discographique britannique de musique classique, anciennement basé à Paris, en France, actif entre 1988 et 2013, date à laquelle il est transféré à Erato.

## Histoire
Le label est fondé en 1988 à Londres par Richard Branson, également fondateur de Virgin Music, et se fait vite une grande renommée à travers des artistes reconnus tels Leif Ove Andsnes, Mikhaïl Pletnev, Steven Isserlis et Steven Hough. En 1992, Virgin Classics rejoint EMI Classics en tant que filiale d'EMI Group et accueille progressivement de nouveaux artistes qui deviendront emblématiques du label comme Truls Mørk, et Paavo Järvi.
Depuis son transfert de Londres à Paris en 1996, et sous la présidence d’Alain Lanceron, Virgin Classics a pris une importance grandissante à l’intérieur du classique d’EMI Music, au point d’être d’un poids équivalent au célèbre label (plus que centenaire) EMI Classics. Virgin Classics a su créer une identité forte, reconnue tant en France qu’à l’étranger, en développant particulièrement trois axes : le baroque, les jeunes artistes et la musique lyrique. Véritable dénicheur de talents, Alain Lanceron a ainsi signé, accompagné et fait exploser les carrières de Natalie Dessay, Philippe Jaroussky, Emmanuelle Haïm, Renaud Capuçon, Rolando Villazón, Gautier Capuçon, Vivica Genaux, Patricia Petibon, Joyce DiDonato, Piotr Anderszewski, le Quatuor Artemis, le Quatuor Ébène ou David Fray. Virgin Classics accueille aussi des artistes déjà installés comme Alexandre Tharaud ou Christina Pluhar et son ensemble l’Arpeggiata… Ces artistes sont regroupés au sein d’une vraie famille, où les échanges artistiques sont nombreux et les projets de disques et concerts communs foisonnent.
En 2012, alors qu'EMI est racheté par Universal Music Group, les catalogues des labels classiques du groupe sont revendus à Warner Music Group, qui ressuscite Erato afin de distribuer les artistes anciennement Virgin Classics,.

## Distinctions
Le label est nommé « label de l'année 2006 » par Gramophone et Classic FM.

## Principaux artistes
- Piotr Anderszewski
- Leif Ove Andsnes
- Nicholas Angelich
- Fabio Biondi
- Gérard Lesne
- Gautier Capuçon
- Renaud Capuçon
- Max Emanuel Cenčić
- William Christie
- Hughes de Courson
- Alan Curtis
- Diana Damrau
- David Daniels
- Natalie Dessay
- Joyce DiDonato
- David Fray
- Vivica Genaux
- Véronique Gens
- Emmanuelle Haïm
- Daniel Harding
- Philippe Jaroussky
- Paavo Järvi
- Truls Mørk
- Roger Norrington
- Quatuor Artemis
- Quatuor Ébène
- Christina Pluhar
- Valeriy Sokolov
- Christian Tetzlaff
- Alexandre Tharaud
- Rolando Villazón